# Klaus Hilpert
Klaus Hilpert (Bochum, 4 de enero de 1944 - Bochum, 20 de enero de 2014) fue un entrenador de fútbol alemán.

## Biografía
Klaus Hilpert debutó como entrenador de fútbol en 1975 con el VfL Bochum II. Un año más tarde fichó por el Rot-Weiß Lüdenscheid por una temporada. Ya en 1978 Hilpert se trasladó a Islandia para fichar por el ÍA Akraness, con el que ganó una Copa de Islandia la temporada de su debut. De vuelta en Alemania entrenó al TuS Schloß Neuhaus, SG Wattenscheid 09, ASC Schöppingen, Rot-Weiß Oberhausen, y finalmente en 2004 al Fortuna Colonia, último club al que entrenó. Además llegó a ser el director general del VfL Bochum desde 1987 hasta 2001, y el director deportivo del 1. FC Kleve en 2009.

## Clubes
| Club                 | País     | Año         |
| -------------------- | -------- | ----------- |
| VfL Bochum II        | Alemania | 1975 - 1976 |
| Rot-Weiß Lüdenscheid | Alemania | 1976 - 1977 |
| ÍA Akraness          | Islandia | 1978 - 1979 |
| TuS Schloß Neuhaus   | Alemania | 1980 - 1981 |
| SG Wattenscheid 09   | Alemania | 1981 - 1982 |
| ASC Schöppingen      | Alemania | 1984 - 1986 |
| Rot-Weiß Oberhausen  | Alemania | 2003        |
| Fortuna Colonia      | Alemania | 2004        |

## Palmarés

### Campeonatos nacionales
| Título           | Club        | País     | Año  |
| ---------------- | ----------- | -------- | ---- |
| Copa de Islandia | ÍA Akraness | Islandia | 1978 |